# Solimão Reis
Ivan Dirkie de Veenboer (Hoorn — cabo de Gata 10 de outubro de 1620) foi um corsário holandês do século XVII, que morreu ao largo do cabo de Gata, no sul da Península Ibérica perto de Cartagena. Foi corsário durante a Guerra dos Oitenta Anos; mais tarde voltou-se para a pirataria, e tornou-se um oficial sob o comando de Simon de Danser. Depois se converteu ao islamismo, tornando-se conhecido como Süleyman Reis (também escrito Sulayman, Soliman ou Slemen Reis), e tinha uma muito bem sucedida carreira como Capitão e pirata da Berbéria comandando a frota corsária de Argel durante seus últimos anos.

## Biografia
Nascido em Hoorn, De Veenboer primeiro ganhou destaque como um corsário para a República Holandesa contra os espanhóis durante a Guerra dos Oitenta Anos. Operava legalmente com uma carta de corso do Almirantado holandês, mas deixou o serviço da República, depois de pouco sucesso. Juntou-se a outros ex-corsários no Norte da África, tornando-se um oficial de Simon de Danser, em algum momento entre 1606 e 1609. De Veenboer encontrou muito mais sucesso na Berbéria. Em Argel, se converteu ao islamismo e mudou seu nome para o Süleyman. Mais tarde ganhou o título de Reis (ou almirante), quando visitava a cidade de Constantinopla e em 1617 estava no comando de sua própria frota. Ele frequentemente usou as cores de Argel, no entanto a sua tripulação foi predominantemente holandesa e sempre teve a bandeira holandesa hasteada quando atacava a Espanha.
No final ele quis voltar para a Holanda e tentou negociar com as autoridades holandesas através de Wynant de Keyser van Bollandt, que foi cônsul da holanda em Argel, para receber o perdão. Apesar de ter parado de atacar navios holandeses de transporte e ter tido o cuidado deixar as tripulações retornarem seguramente, uma briga com Keyser acabou com suas esperanças de ser exonerado por seus crimes.
Em 1618 estava no auge de seu poder, comandando cinquenta navios de guerra em sua frota, que foram divididos em separados esquadrões. Vários futuros corsários navegaram em sua frota, nomeadamente Jan Janszoon, que trabalhou como piloto, e também se converteu ao islamismo. Nesse mesmo ano, de Veenboer perdeu a sua posição de comando para Mustafá Reis. Depois de brigar com vários navios mercantes, envolvendo cinco navios holandeses, um francês e um italiano, Reis e outro corsário capturaram dois dos navios, deixando o resto escapar.
De Veenboer decidiu se aposentar, capturando um último navio que carregava açúcar, antes de se estabelecer em Argel. Sua aposentadoria foi breve, já que no início de 1620, velejou para a captura de um grande tesouro francês. Enquanto navegava ao largo da costa em julho do mesmo ano, ele e quatro outros navios foram retardados por uma calmaria e surpreendidos por três navios de guerra holandeses comandados peos capitães 't Hoen, Cleijnsorgh e Schaeff. Ele e outros dois navios conseguiram fugir, apesar de seu principal navio ter sido fortemente danificado. Conseguiu fazer o seu caminho para a Argélia em agosto e, depois de um mês no porto sendo reparado, mais uma vez deixou de Argel, com oito navios sob seu comando. Ele e sua pequena frota estavam no mar há mais de dois meses quando encontraram um esquadrão naval composto por um navio holandês, dois franceses e dois ingleses em 10 de outubro de 1620. De Veenboer decidiu engajá-los e, após uma longa batalha no porto de Cartagena, foi morto depois de ser atingido por uma bala de canhão, quebrando suas duas pernas. Um sloop [en] contendo seu corpo foi devolvido à costa por seus inimigos.